# 君を照らす太陽に
『君を照らす太陽に』（きみをてらすたいように）はFIELD OF VIEWの10thシングル。

## 収録曲
1. 君を照らす太陽に
作詞：浅岡雄也　作曲：小田孝　編曲：FIELD OF VIEW、池田大介
TBS系「噂の!東京マガジン」エンディングテーマ
2. 心の向こう側
作詞・作曲：浅岡雄也　編曲：FIELD OF VIEW、池田大介
NLA全国高校生の主張テーマソング
3. 君を照らす太陽に（オリジナルカラオケ）

## 収録アルバム
- FIELD OF VIEW III 〜NOW HERE NO WHERE〜 (#1)
- FIELD OF VIEW BEST 〜fifteen colours〜 (#1,2、#2は新録)
- the FIELD OF VIEW BEST 2001 Limited Edition of Asia (#1)
- Memorial BEST 〜Gift of Melodies〜 (#1)